# 부산광역시도 제88호선
부산광역시도 제88호선은 부산광역시 강서구 10번신호등 교차로와 경상남도 창원시, 김해시, 양산시를 거쳐 부산광역시 기장군 기장읍을 잇는 부산광역시도이다. 부산광역시도 제77호선보다 더 외곽을 도는 도로이며, 이 때문에 노선명이 광역순환도로가 되었고 부산광역시와 광역을 이루는 경상남도 지역을 지나는 구간이 많다. 녹산산업대로, 정관로, 신정관로를 제외한 전 구간이 개설되지 않았다.

## 주요 경유지
부산광역시
- 강서구

경상남도
- 창원시 진해구

부산광역시
- 강서구

경상남도
- 김해시 (장유동 - 주촌면 - 북부동 - 생림면 - 상동면) - 양산시 (원동면 - 중앙동 - 동면)

부산광역시
- 기장군 (정관읍 - 장안읍 - 일광읍 - 기장읍)